# Iglesia de Santa María Magdalena (La Valeta)
La Iglesia de Santa María Magdalena es un edificio de la iglesia católica en La Valeta, Malta. Lleva el nombre de la compañera de Jesús, María Magdalena, formaba parte del asilo de Magdalena situado junto a la iglesia. La iglesia fue desconsagrada a mediados del siglo XX y fue bendecida nuevamente por el obispo Charles Scicluna el 25 de febrero de 2015.

## Historia
Fue construida alrededor del 1595 como la iglesia de las monjas Magdalenas cuyo convento tenían contiguo a la iglesia. Si bien la mayoría de los monasterios de Magdalena no eran ricos, las hermanas de Magdalena de Malta sí lo eran. En 1602, el Papa Clemente VIII le dio a la casa los derechos de una quinta parte de los bienes y propiedades de las prostitutas fallecidas en Malta. Esto cambió el estado financiero de la orden; pronto se convirtió en el monasterio más rico de Malta. Las obras de las monjas Magdalenas terminaron en 1798 con la llegada de los franceses que se apoderaron de todas las riquezas y propiedades del monasterio y disolvieron sus miembros. Las monjas se trasladaron al monasterio de Santa Catalina. La última monja Magdalena murió en 1846. Más tarde, la iglesia sirvió a los soldados católicos estacionados en el Fuerte de San Telmo, así como a las familias de la marina del cuartel Camerata al otro lado de la carretera. En 1941 el monasterio fue destruido por ataques aéreos durante la Segunda Guerra Mundial. En su lugar, se construyó una escuela primaria. Después de esto la iglesia fue abandonada. Los altares de la iglesia se trasladaron al monasterio de Santa Catalina. Más tarde comenzó a servir como garaje de almacenamiento para las carrozas de carnaval hasta 2006. En 2008 fue limpiada y parcialmente restaurada.
Figura en el Inventario Nacional de Bienes Culturales de las Islas Maltesas.

## Arquitectura
Es cuadrada y tiene un lado muy expuesto al dolor que contiene solo dos ventanas. La fachada está construida en estilo manierista con el vano central dentro del marco cuadrado del edificio. Tiene tres bahías en dos niveles. El interior tiene un estilo barroco.